# Achelia discoidea
Achelia discoidea is een zeespin uit de familie Ammotheidae. De soort behoort tot het geslacht Achelia. Achelia discoidea werd in 1936 voor het eerst wetenschappelijk beschreven door Exline. 